# 莎车柽柳
莎车柽柳（学名：Tamarix sachensis）为柽柳科柽柳属下的一个种。